# Тут я — Незнайомець
Тут я — Незнайомець (англ. Here I Am a Stranger) — американська драма режисера Рой Дель Рута 1939 року.

## Сюжет
Молодий англієць зустрічає свого справжнього батька в Америці, колишнього алкоголіка. Вони обидва живуть в пізнанні один одного.

## У ролях
- Річард Грін — Девід Полдінг
- Річард Дікс — Дюк Аллен
- Бренда Джойс — Сімпсон Деніелс
- Роланд Янг — професор Деніелс
- Гледіс Джордж — Клара Полдінг
- Кей Елдридж — Ліліан Беннетт
- Расселл Глісон — Том Сортвелл
- Джордж Зукко — Джеймс К. Сполдінг
- Едвард Норріс — Лестер Беннет
- Генрі Колкер — Р. Дж. Беннетт